# Evropský nacionalismus
Evropský nacionalismus (někdy nazývaný panevropský nacionalismus) je forma nacionalismu založená na panevropské identitě. Od rozpadu Národní strany Evropy v 70. letech se považuje za menšinový směr.

## Dějiny
Bývalý vůdce Britského svazu fašistů, Oswald Mosley, vedl Union Movement a obhajoval jeho politiku „ Evropa a národ “ v letech 1948 až 1973. V roce 1950 Mosley spoluzaložil Evropské sociální hnutí a spolupracoval se srovnatelnými skupinami na kontinentu. Organizace zanikla v roce 1957 a byla následována Národní stranou Evropy, která byla založena v roce 1962 Mosleym a vůdci německé nacionalistické Deutsche Reichspartei, Italského sociálního hnutí, Jeune Europe a Mouvement d'Action Civique. Hnutí zůstalo aktivní během 60. let, ale v 70. letech bylo jejími členy rozpuštěno.

### Evropská deklaracez roku 1962
Ve své „Evropské deklaraci“ z 1. března 1962 vyzvala Národní strana Evropy k vytvoření evropského národního státu prostřednictvím společné evropské vlády, voleného evropského parlamentu, stažení amerických a sovětských sil z Evropy a rozpuštění Organizace spojených národů, která by byla nahrazena mezinárodním orgánem vedeným Spojenými státy, Sovětským svazem a Evropou jako třemi rovnými. Územím evropského státu mělo být území všech evropských národů mimo Sovětský svaz, včetně Britských ostrovů, a jejich zámořských majetků.

### Současná situace
V roce 2014 Raphael Schlembach popisuje existenci „formy panevropského nacionalismu — ‚Evropa pro Evropany‘ — která je založena na antiamerikanismu a etnopluralismu“ v rámci „některých částí“ evropského neofašismu. Po rozpadu Národní strany Evropy v 70. letech sice evropské nacionalistické organizace nadále existovaly v menším měřítku, ale žádná skupina již neobhajuje „evropský národní stát“.
Podle vědců nyní bývalé evropské nacionalistické skupiny navrhují evropský etnický federalismus založený na ideologii „evropského kulturalismu“ nebo podle Dimitriho Almeidy prošly „euroskeptickým obratem“, kdy ideologie evropského nacionalismu byla z velké části nahrazena tvrdým euroskepticismem v roce 2010.

#### Evropský parlament
Uskupení Identita a Demokracie je krajně pravicová politická skupina Evropského parlamentu založená 13. června 2019. Skládá se z nacionalistických, pravicově populistických a euroskeptických národních stran z deseti evropských zemí. Je nástupcem skupiny Evropa národů a svobody, která vznikla během osmého funkčního období Evropského parlamentu. Jejími členy jsou Svobodná strana Rakouska, Vlámský zájem, Svoboda a přímá demokracie, Dánská lidová strana, Konzervativní lidová strana Estonska, Finská strana , Národní sdružení (Francie), Alternativa pro Německo, Lega Nord a Strana pro svobodu. Mezi další nacionalistické strany patří Evropští konzervativci a reformisté (ECR), které rovněž zahrnovaly nacionalistické, pravicově populistické a euroskeptické národní strany z 12 zemí.

### Seznam evropských nacionalistických organizací
Identitářské hnutí · Jeune Europe (Belgie) · Comité de liaison des européens révolutionnaires (Francie) · Parti Communautaire National-Européen (Belgie) · Nouvelle Droite (Francie) · Réseau Radical · Bloc Identitaire · Parti Nationaliste Français et Européen · Imperium Europa (Malta) · le parti des européens (Francie) · Reconquista Europa (Ukrajina)